# 테아 돈구자시빌리
테아 가이오조브나 돈구자시빌리(러시아어: Те́а Гайо́зовна Донгузашви́ли, 조지아어: თეა გაიოზის ასული დონღუზაშვილი 테아 가이오지스 아술리 돈구자슈빌리, 1976년 6월 4일~)는 러시아의 유도 선수이다. 2004년 하계 올림픽 여자 헤비급에서 동메달을 획득했다.